# Boortmeerbeek
Boortmeerbeek és un municipi belga de la província de Brabant Flamenc a la regió de Flandes. Està compost per les seccions de Boortmeerbeek i Hever. L'1 de gener del 2024 tenia 13.340 habitants.